# Kinugasa (1926)
Kinugasa (衣笠) byla první těžký křižník japonského císařského námořnictva třídy Aoba. Byla dokončen v září 1927 jako druhá a poslední jednotka třídy Aoba. V období od října 1938 až do října 1940 byl křižník modernizován: dostal novou výzbroj, systém řízení palby a protitorpédovou obšívku. 
Kinugasa sloužila spolu se svojí sesterskou lodí Aoba. Vedle účasti na předválečných námořních cvičeních a námořních přehlídkách se oba křižníky koncem 20. a během 30. let několikrát objevily v čínských vodách a obě jednotky se společně zúčastnily první fáze druhé světové války v Tichomoří. Na začátku druhé světové války podporovala Kinugasa obsazení Guamu, druhý pokus o vylodění na atolu Wake, vylodění v Rabaulu a v Lae a Salamaua. Počátkem května 1942 podporovala vylodění na Tulagi a po bitvě v Korálovém moři doprovázela poškozenou Šókaku na Truk. V srpnu 1942 se Kinugasa zúčastnila bitvy u ostrova Savo, ve které se Japoncům podařilo potopit čtyři spojenecké těžké křižníky. V říjnu se zúčastnila bitvy u mysu Esperance a po dalším působení v oblasti Šalomounových ostrovů byla 14. listopadu jižně od Rendova potopena americkými palubními bombardéry z USS Enterprise během bitvy u Guadalcanalu.

## Popis
Po dokončení nesla Kinugasa šest 200mm kanónů typu 3. roku ve dvouhlavňových dělových věžích modelu C v ose plavidla: dvě na přídi a jednu na zádi.
V období mezi 15. říjnem 1938 a 30. říjnem 1940 prošla Kinugasa velkou rekonstrukcí. Původní 200mm kanóny byly nahrazeny za 203,2mm kanóny typu 3. roku a jejich dělové věže modelu C byly modernizovány.

## Služba
Dne 15. prosince 1942 byla Kinugasa vyškrtnuta ze seznamu lodí japonského císařského námořnictva.